# Chodów (gromada)
Chodów (do 30 VI 1968 Czerwonka) – dawna gromada, czyli najmniejsza jednostka podziału terytorialnego Polskiej Rzeczypospolitej Ludowej w latach 1954–1972.
Gromady, z gromadzkimi radami narodowymi (GRN) jako organami władzy najniższego stopnia na wsi, funkcjonowały od reformy reorganizującej administrację wiejską przeprowadzonej jesienią 1954 do momentu ich zniesienia z dniem 1 stycznia 1973, tym samym wypierając organizację gminną w latach 1954–1972.
Gromada Chodów z siedzibą GRN w Chodowie powstała 1 lipca 1968 w powiecie kutnowskim w woj. łódzkim w związku z przeniesieniem siedziby GRN gromady Czerwonka (do której tego samego dnia przyłączono obszar zniesionej gromady Rdutów) z Czerwonki do Chodowa i zmianą nazwy jednostki na gromada Chodów.
Gromada przetrwała do końca 1972 roku, czyli do kolejnej reformy gminnej (na uwagę zasługuje fakt że w związku ze zniesieniem gromady Chodów sołectwa Podgajew i Rycerzew weszły w skład powiatu kolskiego w woj. poznańskim). 1 stycznia 1973 w powiecie kutnowskim w woj. łódzkim utworzono gminę Chodów (od 1999 gmina Chodów znajduje się w powiecie kolskim w woj. wielkopolskim).